# یواس‌اس مانتگامری (سی-۹)
یواس‌اس مانتگامری (سی-۹) (به انگلیسی: USS Montgomery (C-9)) یک کشتی بود که طول آن ۲۶۹ فوت ۶ اینچ (۸۲٫۱۴ متر) بود. این کشتی در سال ۱۸۹۱ ساخته شد.